# Labada de Sarrahèra
El Labada de Sarrehèra es un pic situat al vessant nord del Pirineu central. Es troba al municipi de Vielha e Mijaran, a la comarca de la vall d'Aran. La seva altitud és de 2.550,7 metres, i per les seves dimensions i posició, domina la vall del riu Nere. El pic forma el límit nord d'una cresta de 400 metres de longitud, originada al massís del Tuc de Sarrahèra, situat més al sud.
El mot Labada, en occità, vol dir una gran roca planera de color vermellós, i fa clarament referència a la forma del pic.

## Imatges

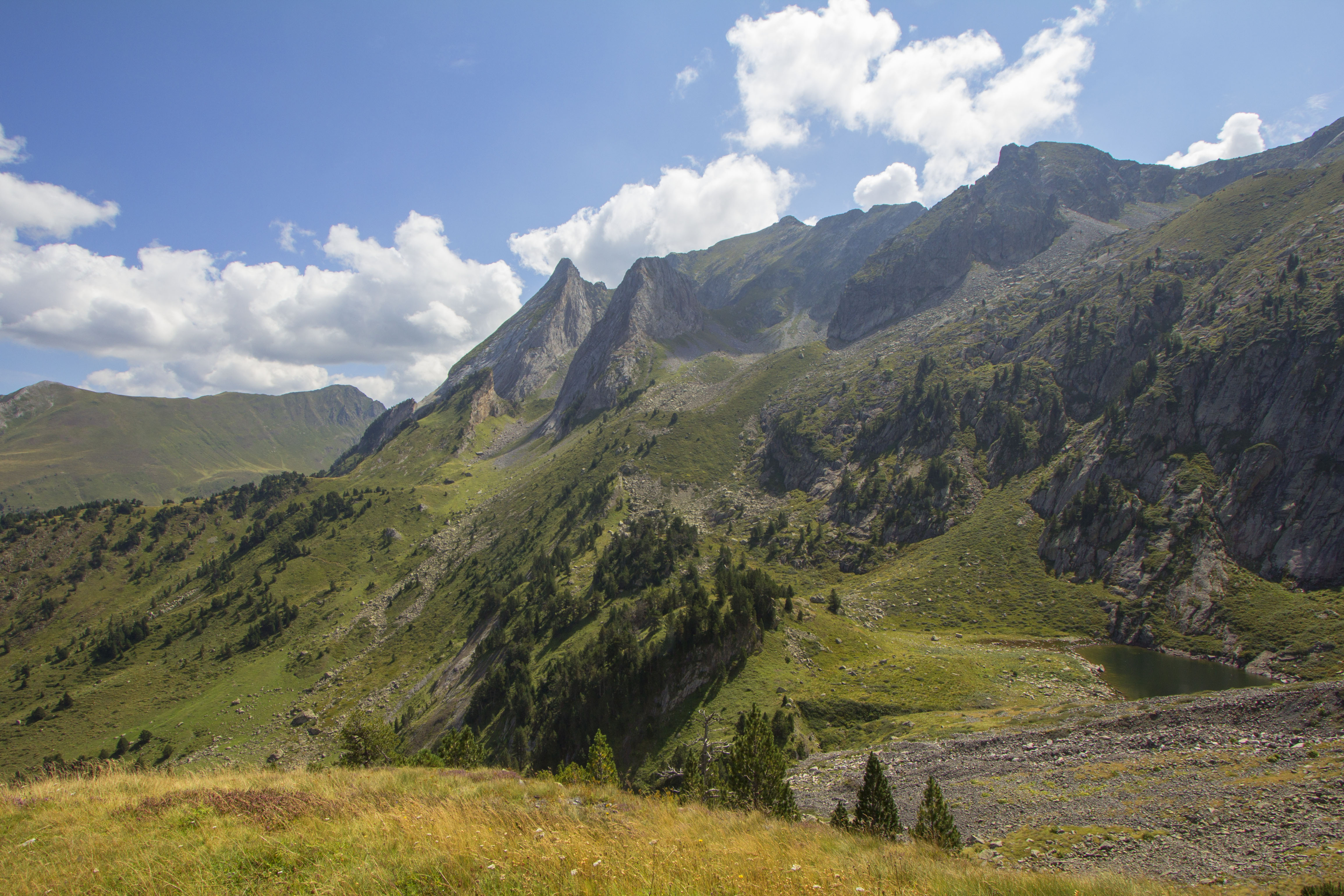
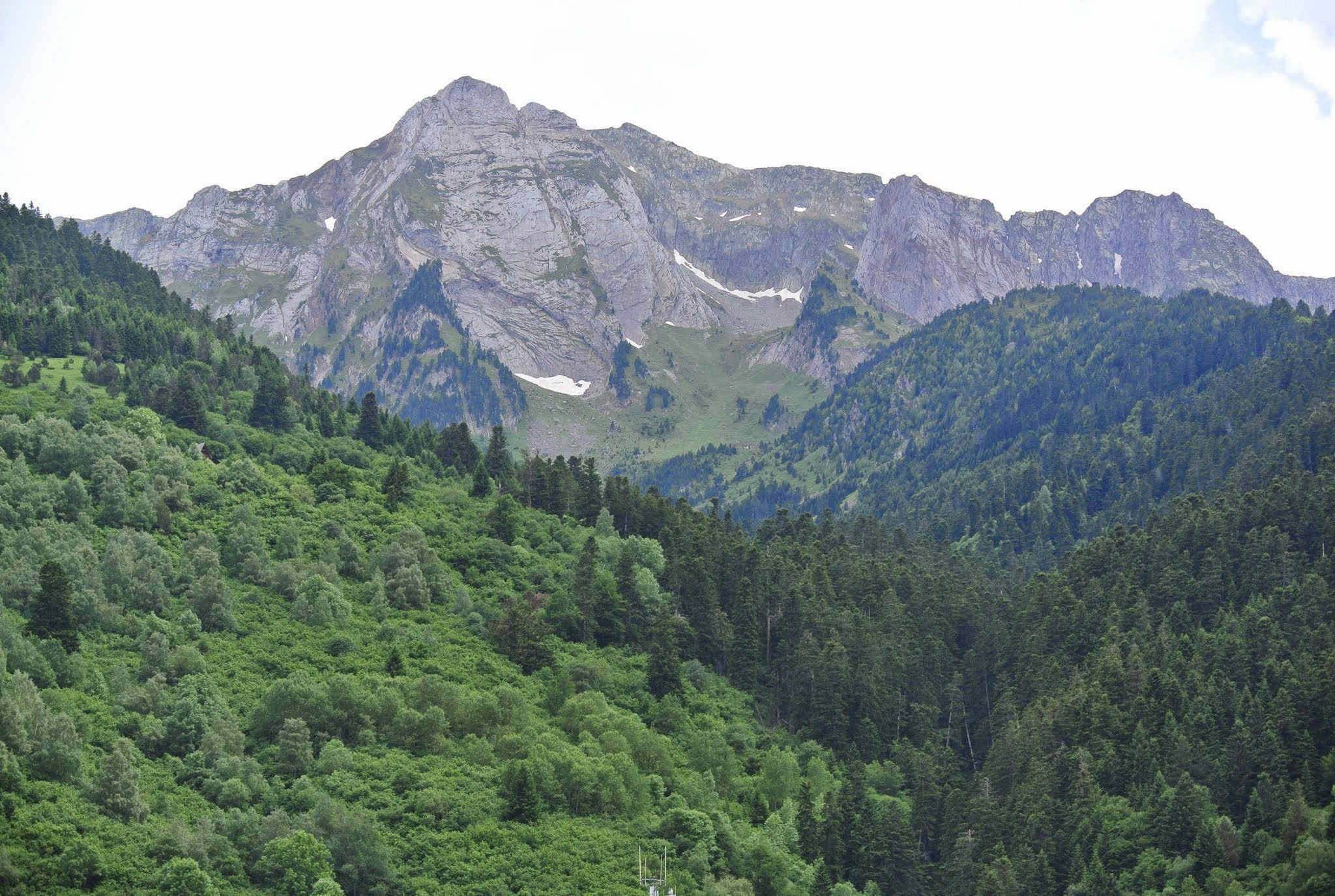
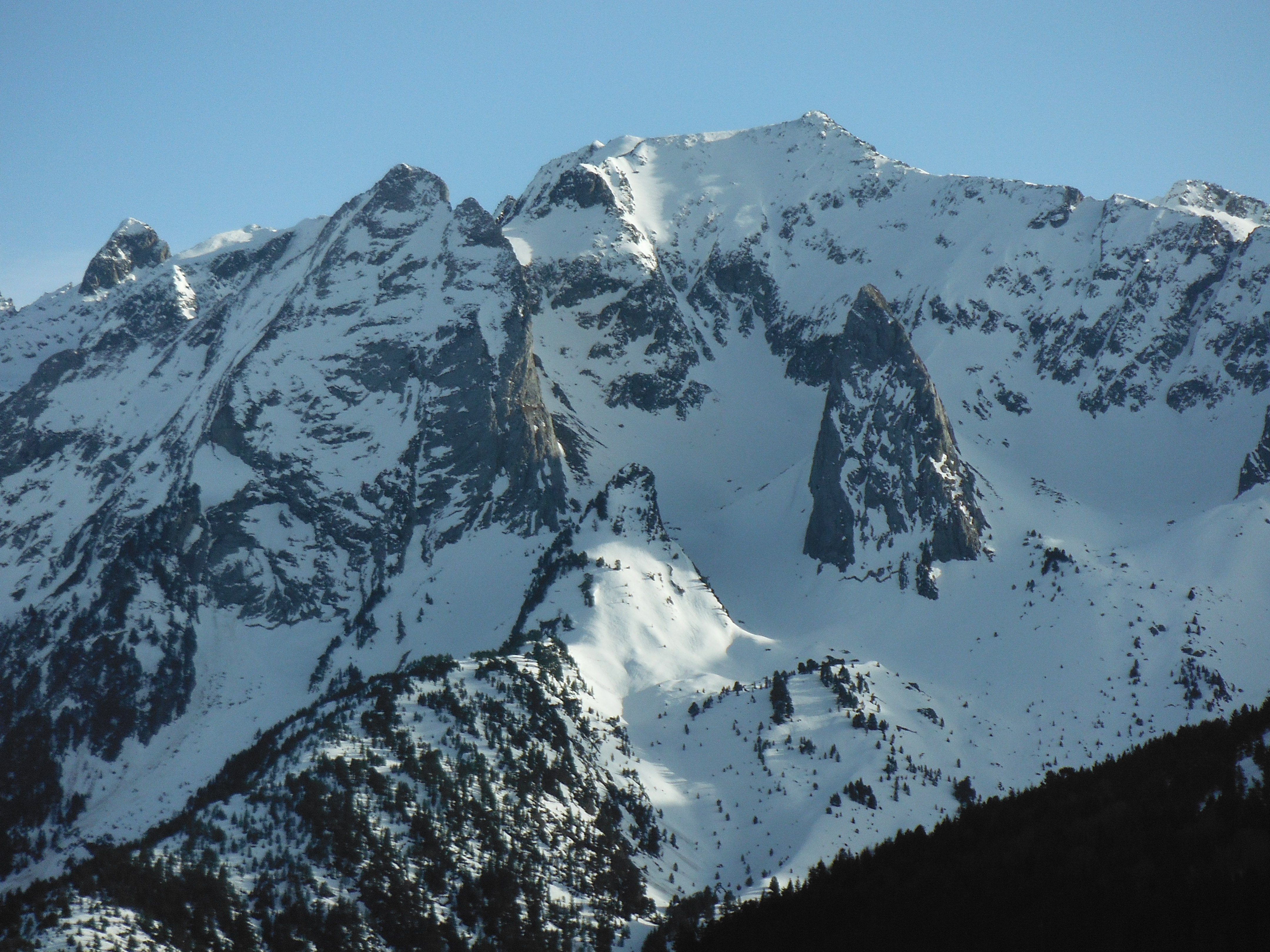